# Temporada 2004 del Campeonato Mundial de Supersport
La Temporada 2004 del Campeonato Mundial de Supersport fue la sexta temporada del Campeonato Mundial de Supersport, pero la octava teniendo en cuenta las dos celebradas bajo el nombre de Serie Mundial de Supersport. La temporada comenzó el 29 de febrero en Circuito Ricardo Tormo y terminó el 3 de octubre en Magny-Cours después de 10 carreras.
El campeonato de pilotos fue ganado por Karl Muggeridge con un total de 7 victorias, un nuevo récord de triunfos hasta entonces. El campeonato de constructores fue ganado por Honda.

## Calendario y resultados
| Ronda | Fecha        | Ronda                       | Circuito       | Piloto Ganador        | Vuelta rápida            | Pole Position            |
| ----- | ------------ | --------------------------- | -------------- | --------------------- | ------------------------ | ------------------------ |
| 1     | 29 February  | Bandera de España           | Valencia       | Karl Muggeridge       | Broc Parkes              | Jurgen van den Goorbergh |
| 2     | 28 March     | Bandera de Australia        | Phillip Island | Karl Muggeridge       | Jurgen van den Goorbergh | Josh Brookes             |
| 3     | 18 April     | Bandera de San Marino       | Misano         | Sébastien Charpentier | Broc Parkes              | Karl Muggeridge          |
| 4     | 16 May       | Bandera de Italia           | Monza          | Karl Muggeridge       | Karl Muggeridge          | Karl Muggeridge          |
| 5     | 30 May       | Bandera de Alemania         | Oschersleben   | Karl Muggeridge       | Broc Parkes              | Karl Muggeridge          |
| 6     | 13 June      | Bandera del Reino Unido     | Silverstone    | Karl Muggeridge       | Sébastien Charpentier    | Fabien Foret             |
| 7     | 1 August     |                             | Brands Hatch   | Karl Muggeridge       | Fabien Foret             | Karl Muggeridge          |
| 8     | 5 September  | Bandera de los Países Bajos | Assen          | Karl Muggeridge       | Andrew Pitt              | Karl Muggeridge          |
| 9     | 26 September | Bandera de Italia           | Imola          | Karl Muggeridge       | Karl Muggeridge          | Karl Muggeridge          |
| 10    | 3 October    | Bandera de Francia          | Magny-Cours    | Broc Parkes           | Broc Parkes              | Karl Muggeridge          |